# Ярославская школа
Ярославская школа (ярославский стиль) — одна из наиболее значительных школ русского искусства XVII—XVIII веков. Сложилась в Ярославле и его округе с развитием торговли в Верхнем Поволжье.

## Ярославская школа зодчества
Особый «ярославский стиль» русской архитектуры проявился с развитием в городе каменного строительства в 1620—1640-х годах под влиянием псковских, новгородских и московских мастеров и традиций годуновской школы. Его отличительной чертой стали живописные композиции храмов — 4-столпных, 5-главых, с 2-ярусными галереями, крыльцами, встроенными звонницами и приделами. Расцвет ярославской школы зодчества приходится на середину — 2-ю половину XVII века, особенно после пожара 1658 года, уничтожившего большинство деревянных храмов.
Получили развитие два композиционные типа храмов: асимметричный с колокольнями в северо-западном углу и симметричный с отдельно стоящими колокольнями. Приделы нередко перекрывали шатрами (два симметричных в Николо-Мокринской церкви, 1665—1672) или главами (два 5-главых придела в церкви Иоанна Предтечи в Толчкове). Создавались храмовые ансамбли из двух церквей, святых врат и колоколен (в слободе Коровники, 1649—1680-е годы). В 1640—1690-е годах в декоре фасадов активно использовались карнизы, ширинки, фризы, колонки, поребрики, изразцы (7-метровый изразцовый наличник церкви Иоанна Златоуста в Коровниках, начало 1650-х годов), в сочетании с цветом кирпичной кладки создающие ощущение особой нарядности.
Архитектура Ярославской школы влияла на зодчество Углича, Романов-Борисоглебска; она родственна костромской архитектуре XVII века.
Черты Ярославской школы в архитектуре Ярославля в 1730-е годы сменяются столичными веяниями, однако до конца XVIII века сохраняются в окрестных сёлах, где продолжали строить 5-главые храмы (Воскресенская церковь в Левашёве, 1779; Троицкая церковь в Диевом Городище, 1787; церковь Спаса Нерукотворного в Рыбницах, 1789—1791), часто с шатровыми колокольнями (близ Преображенской церкви в Больших Солях, 1770-е годы).
Композиционные и декоративные особенности Ярославской школы зодчества во 2-й половине XIX — начале XX веков стали одной из основ для развития русского стиля архитектуры.

Симметричные храмы с отдельной колокольней
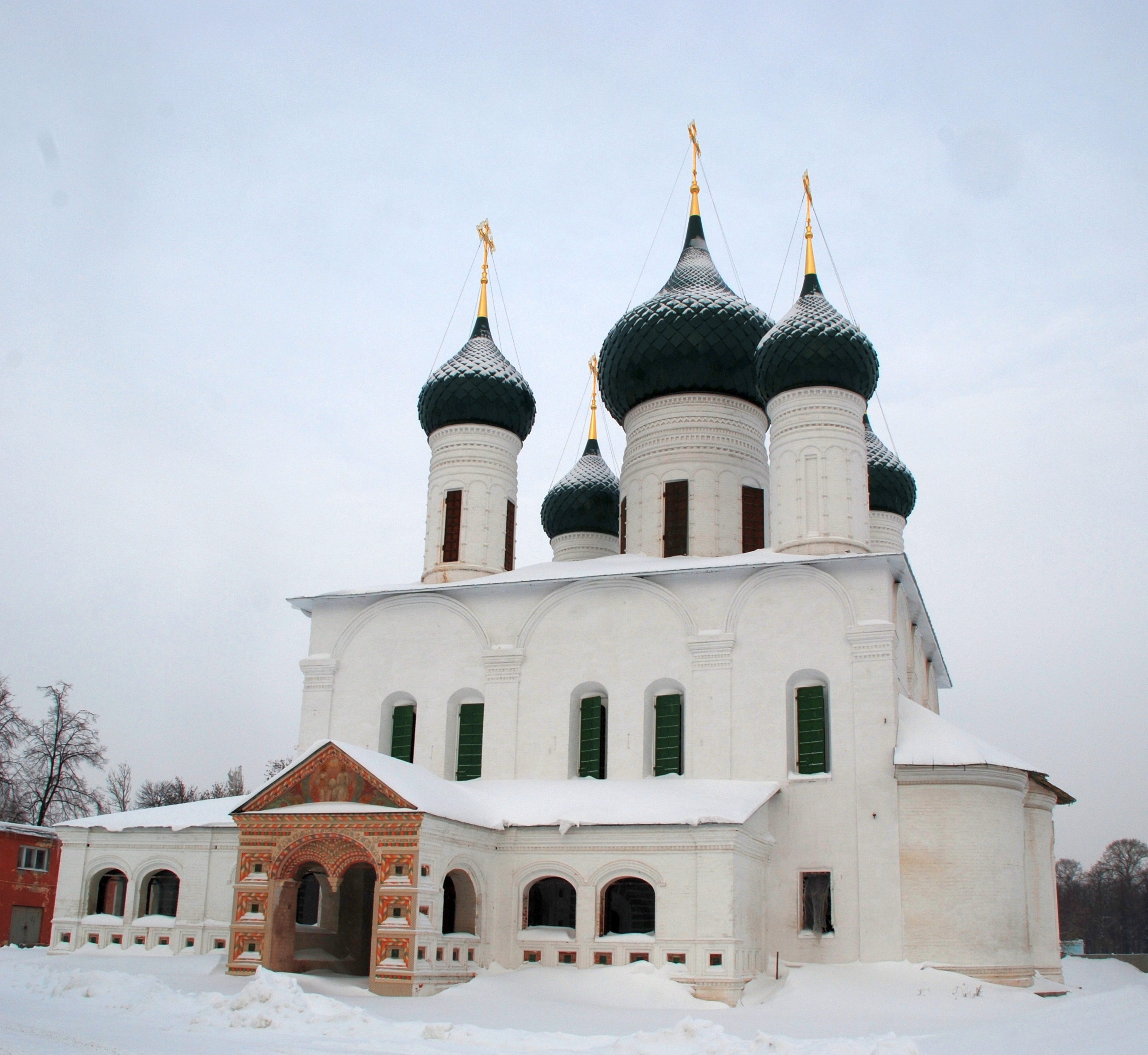
Церковь Вознесения Господня
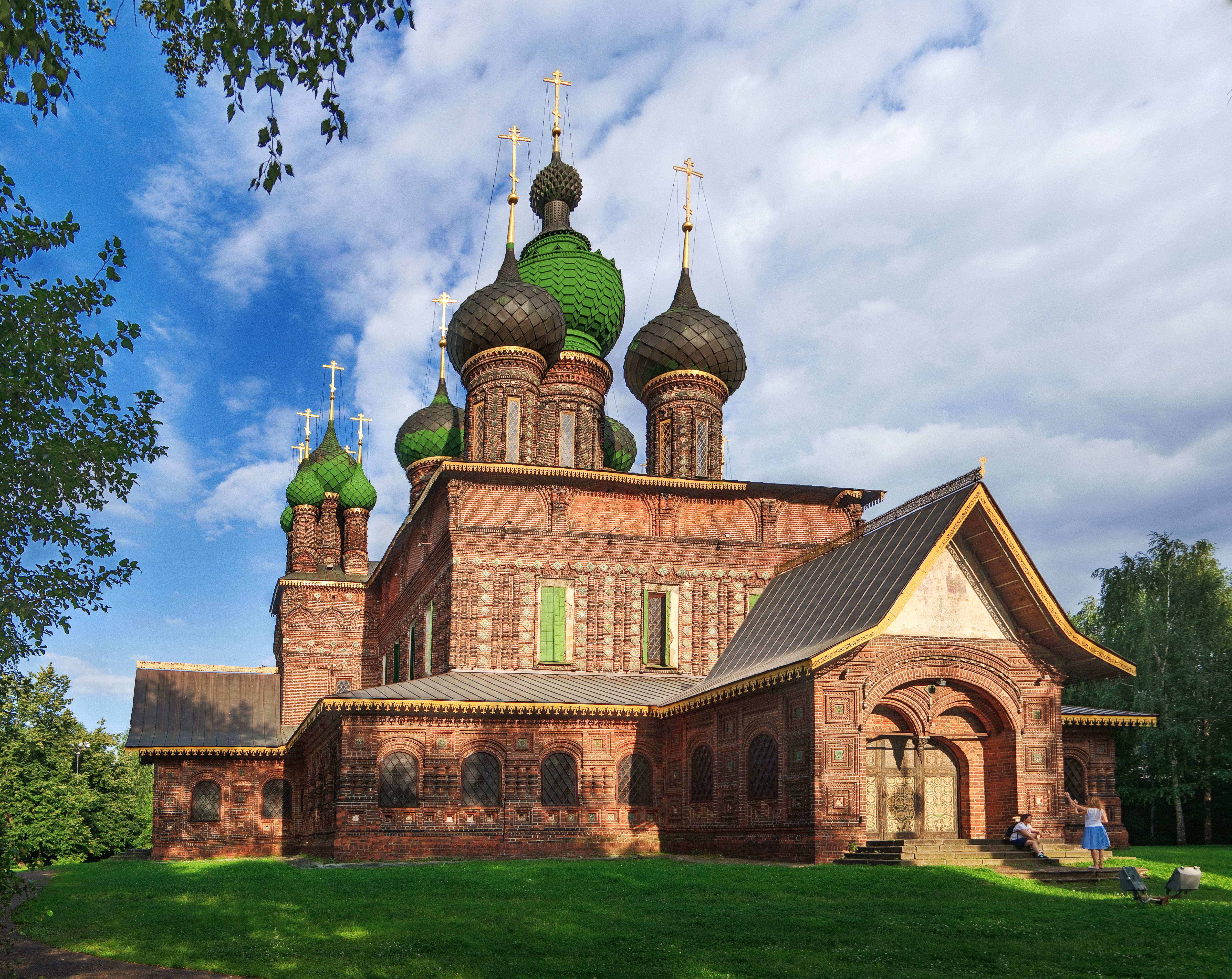
Церковь Иоанна Предтечи в Толчкове с симметричными пятиглавыми башенными приделами
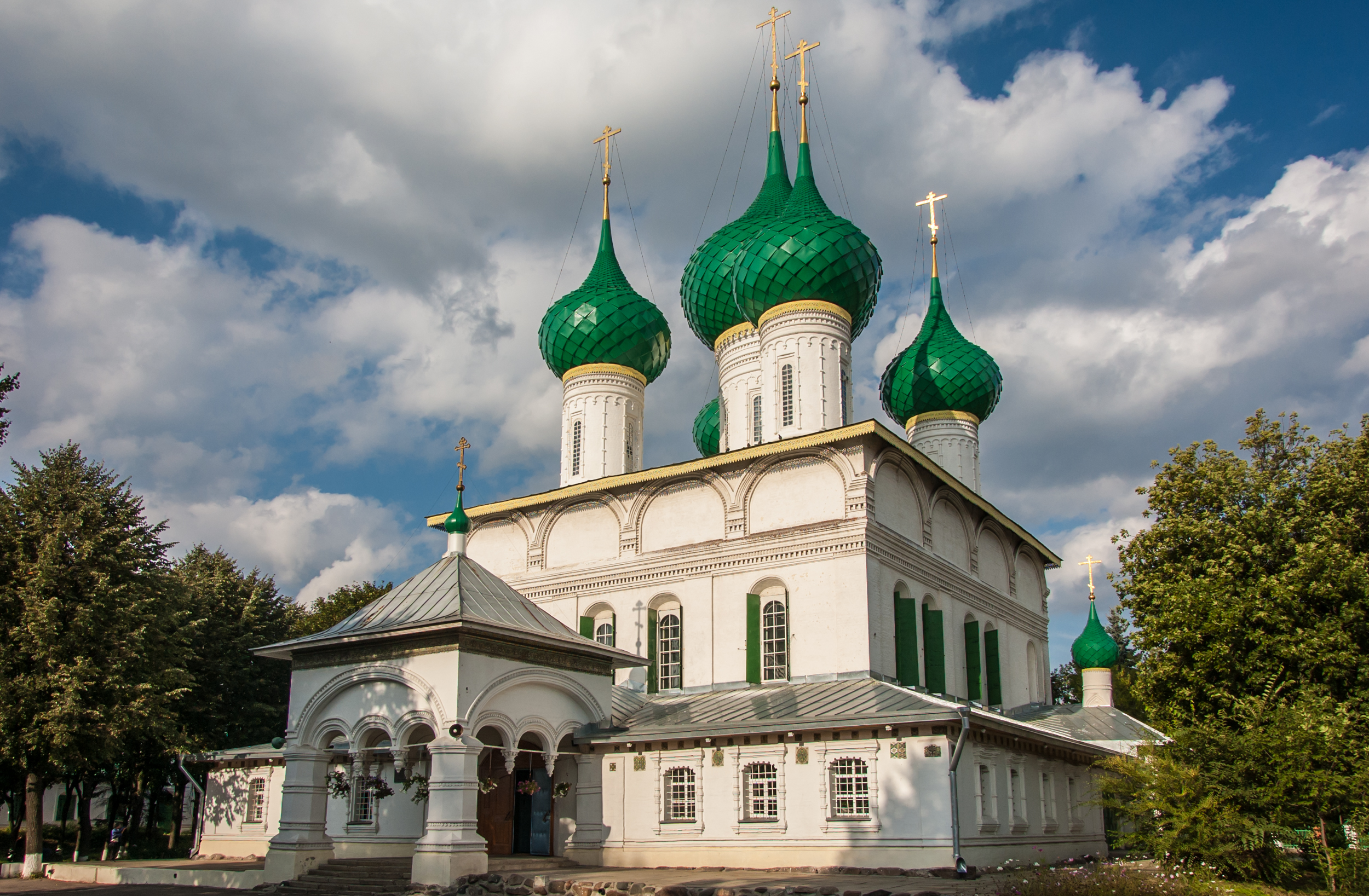
Церковь Феодоровской Богоматери
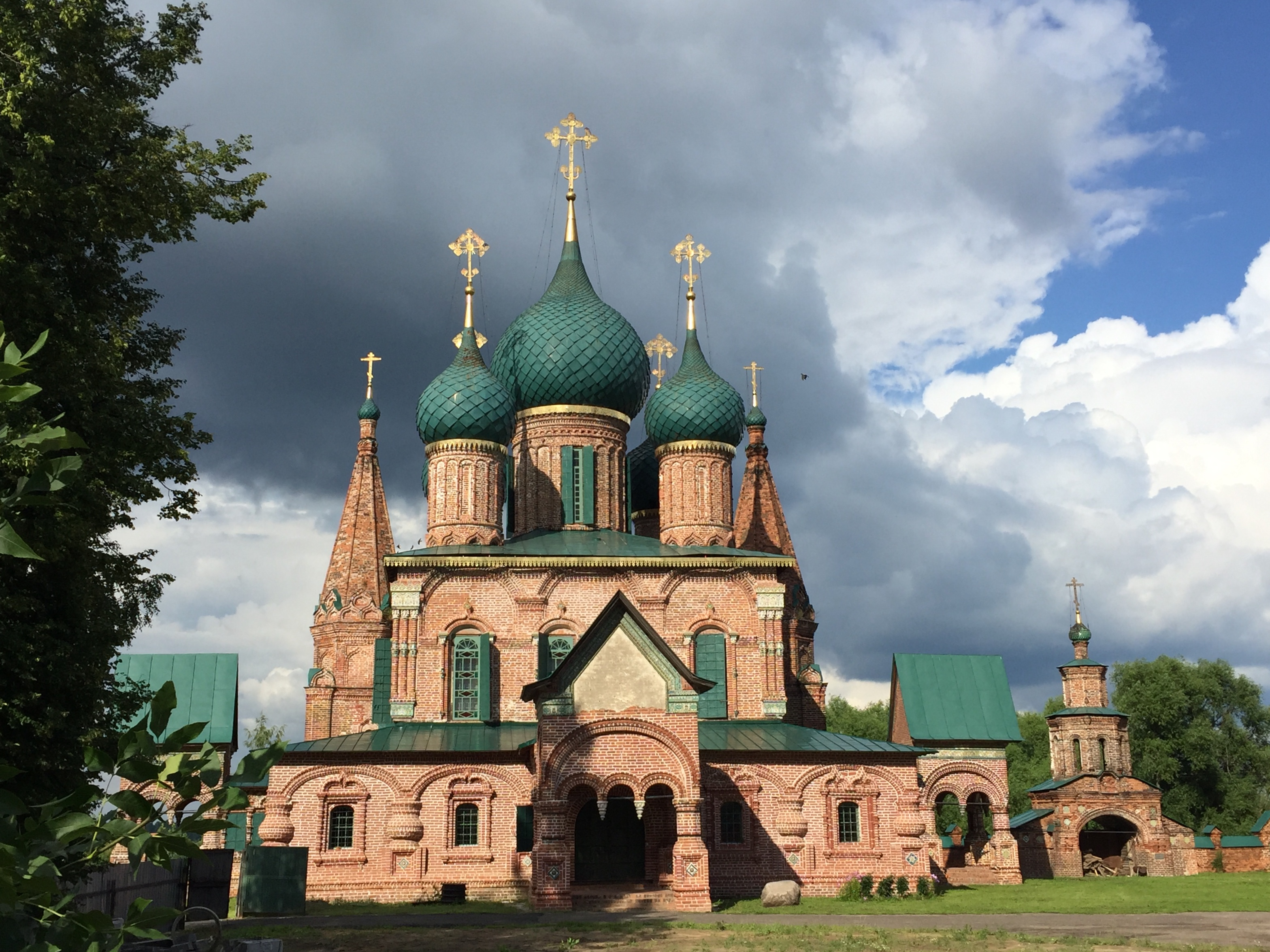
Церковь Иоанна Златоуста в Коровниках с симметричными шатровыми башенными приделами
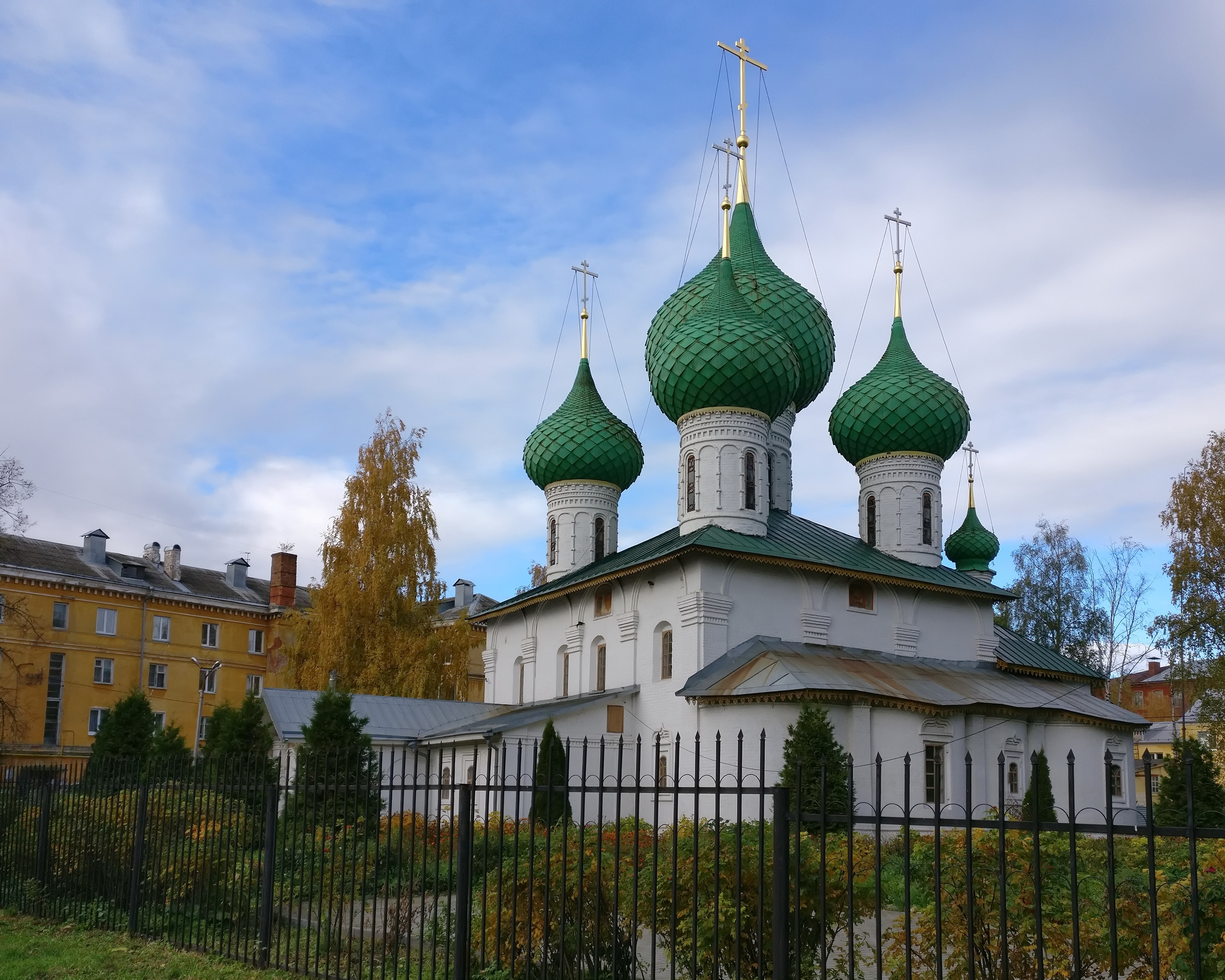
Церковь Николая Чудотворца в Меленках
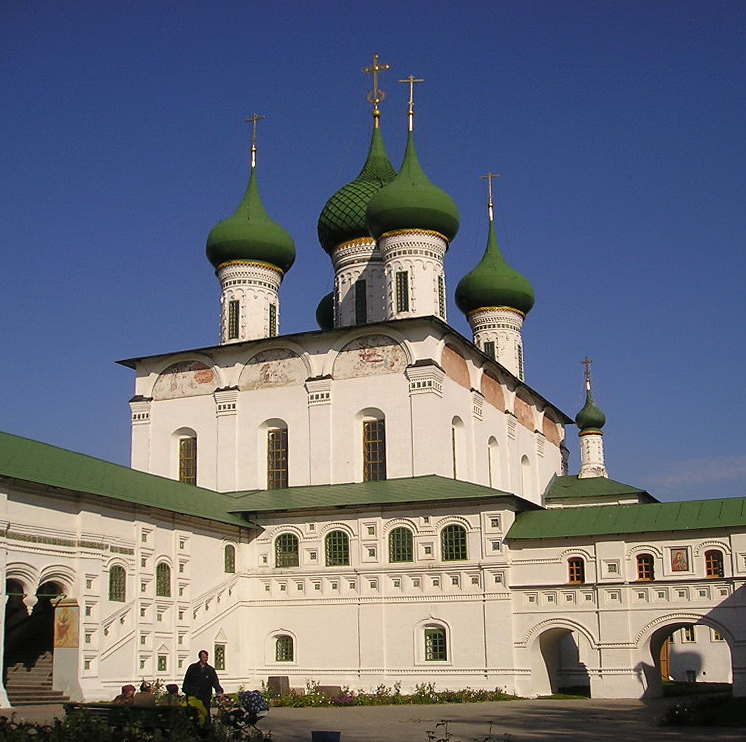
Введенский собор Толгского монастыря
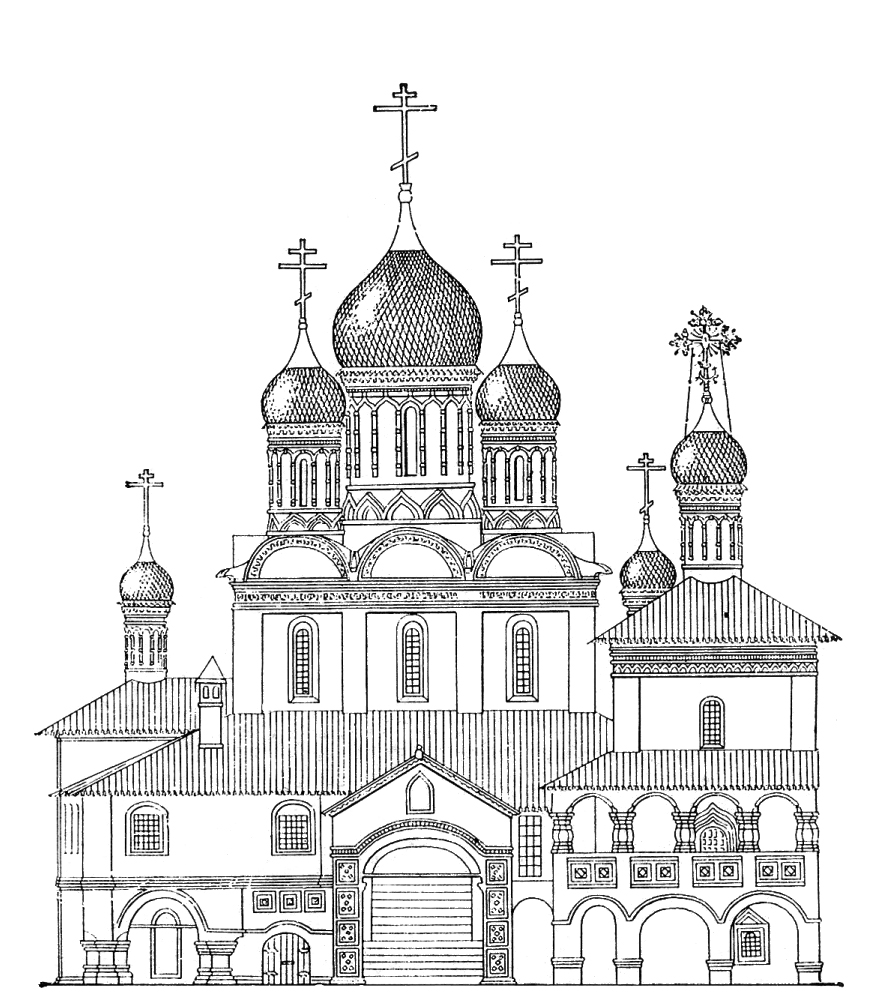
Церковь Рождества Христова, первоначально симметричная, была дополнена башенным приделом
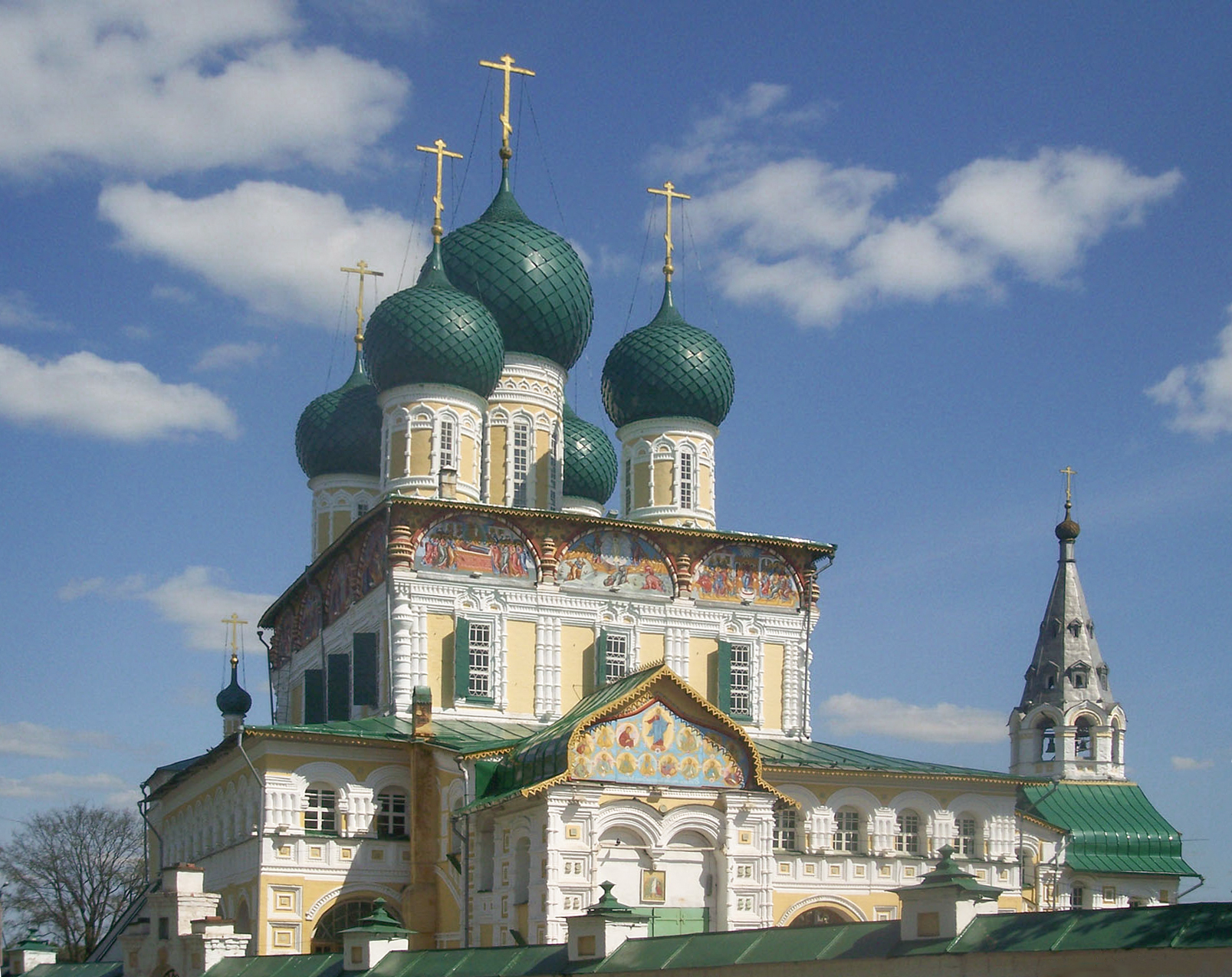
Воскресенский собор города Борисоглебска

- Асимметричные храмы с колокольней в северо-западном углу

Асимметричные храмы с колокольней в северо-западном углу
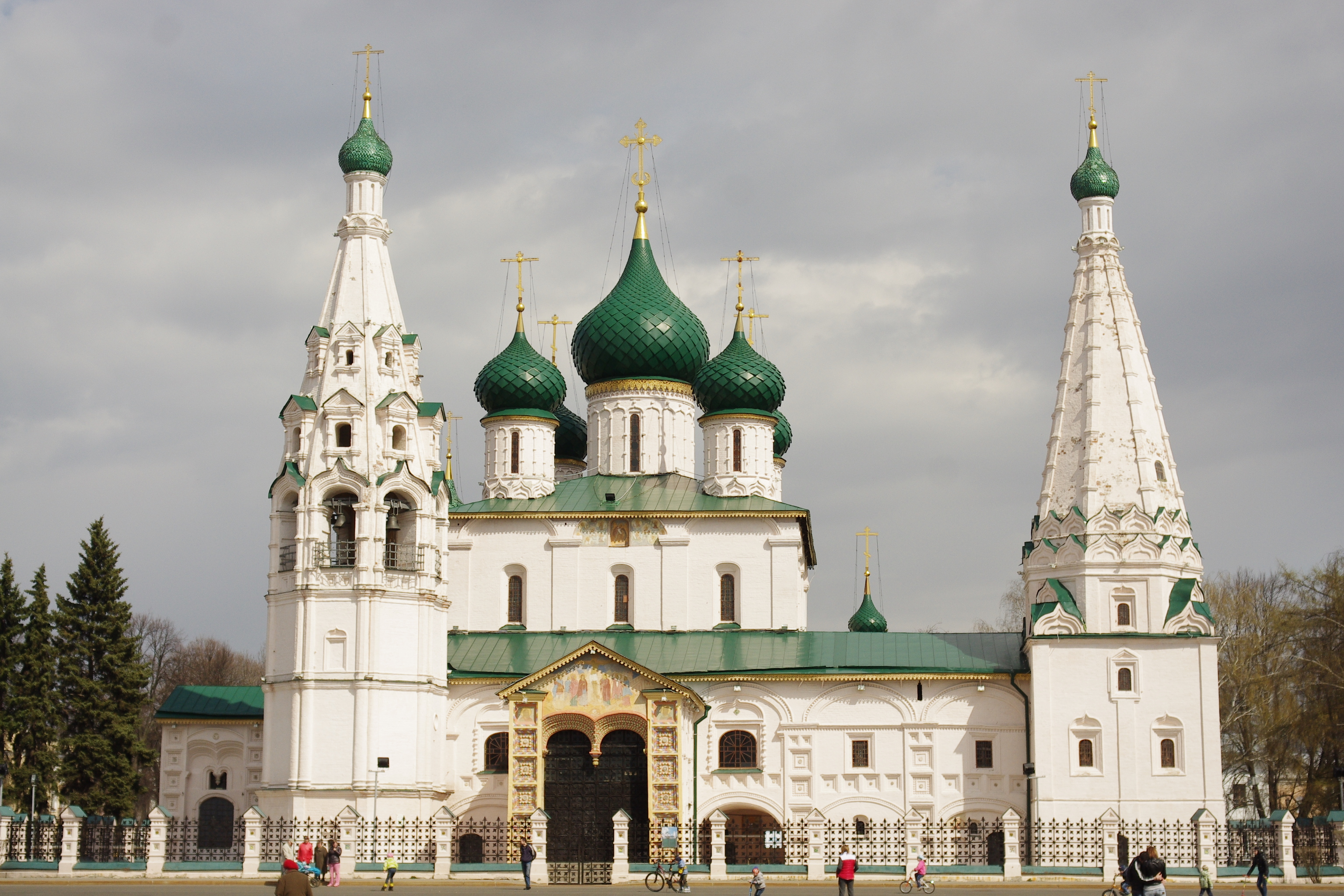
Церковь Илии Пророка с шатровым башенным приделом
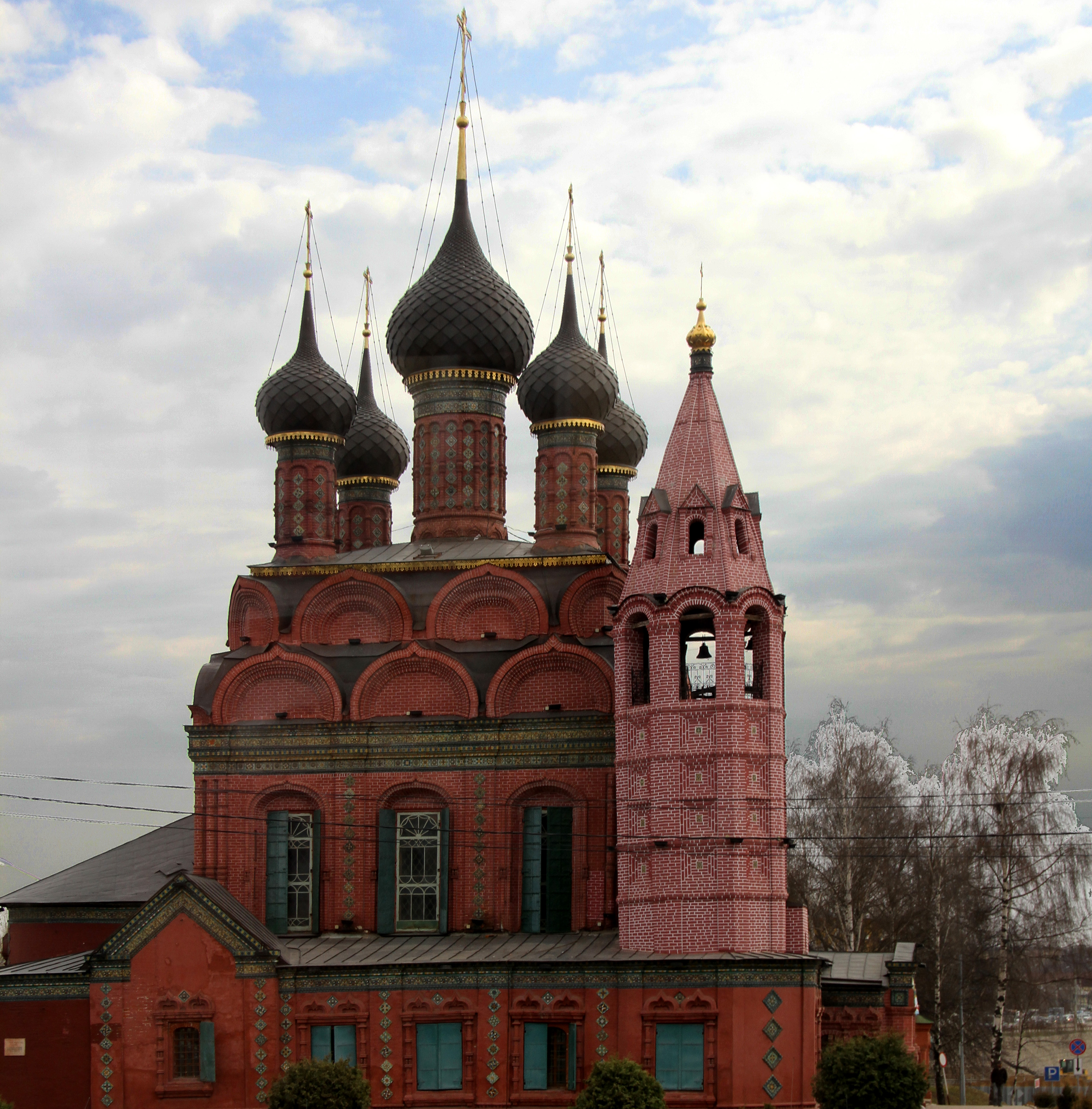
Церковь Богоявления
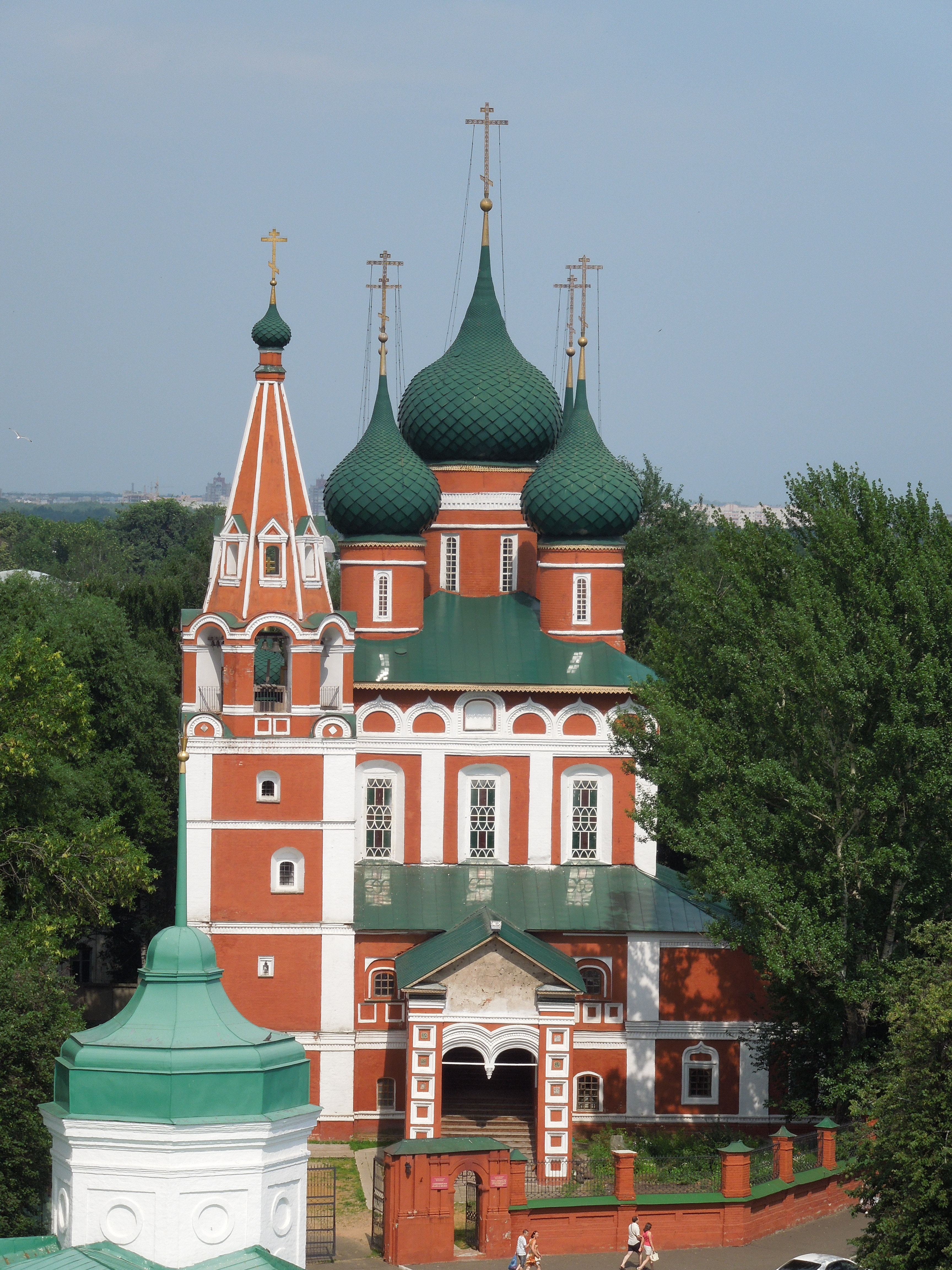
Церковь Михаила Архангела
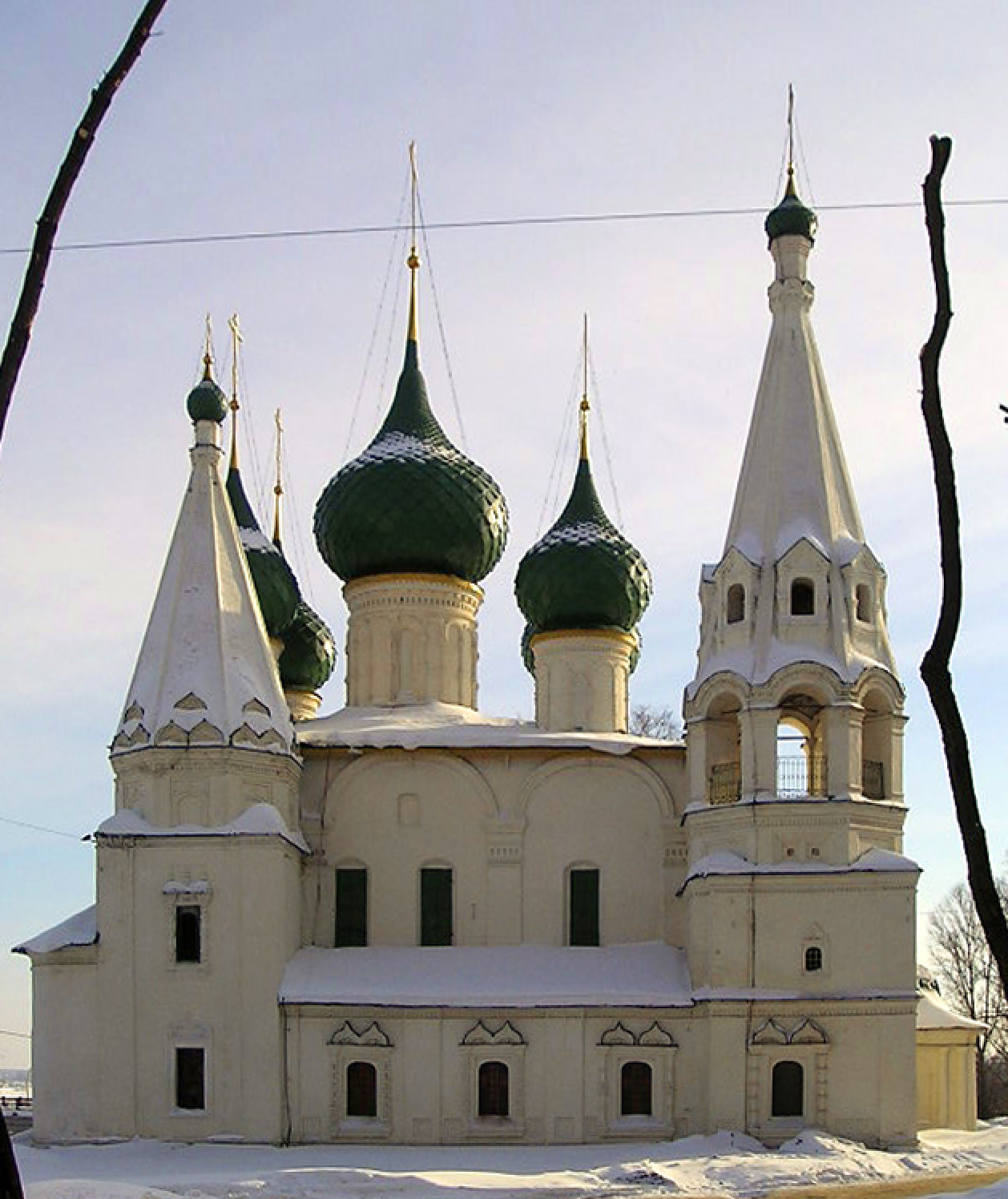
Церковь Спаса на Городу с шатровым башенным приделом
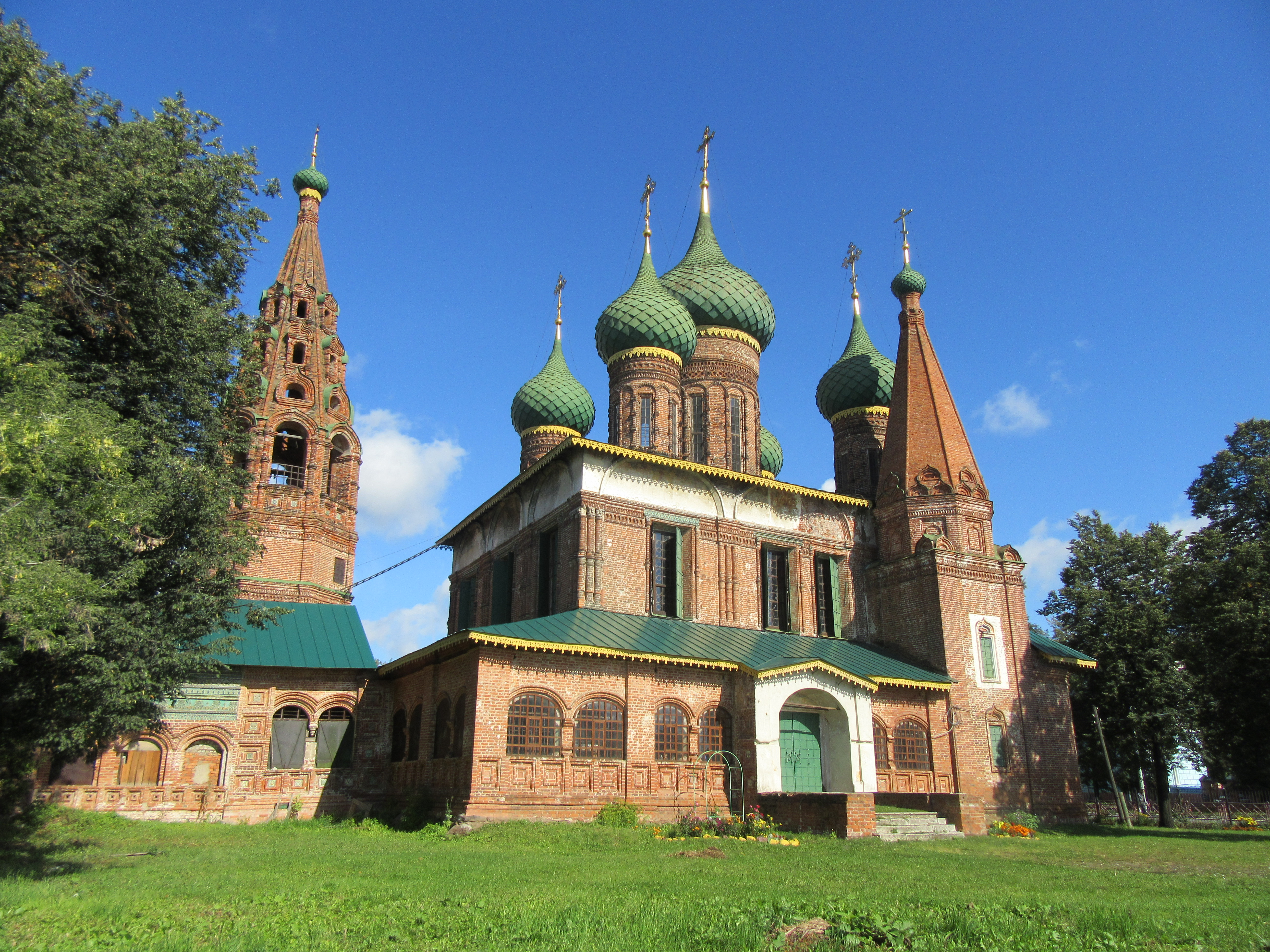
Церковь Николая Чудотворца Мокринская с симметричными шатровыми башенными приделами
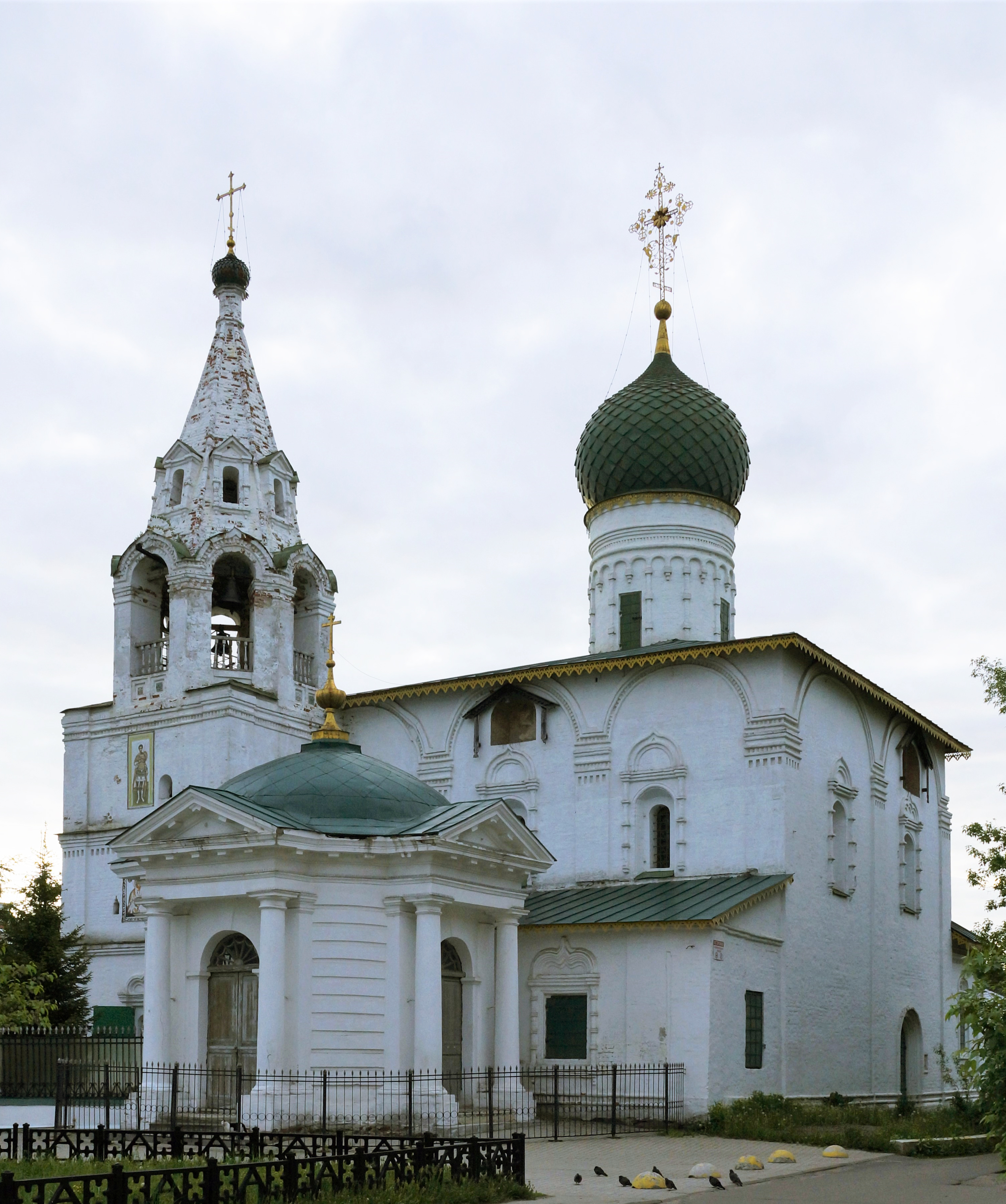
Церковь Димитрия Солунского
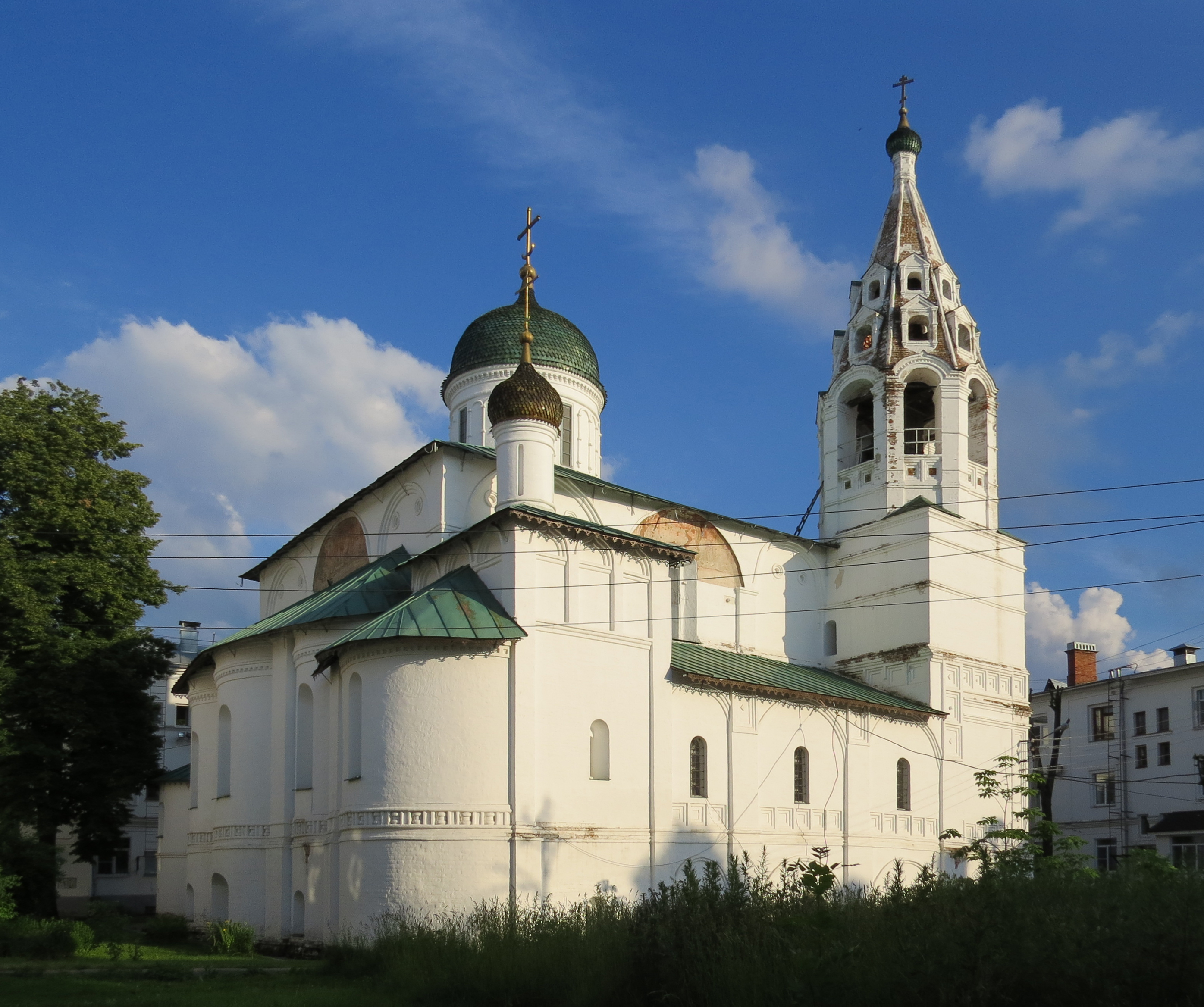
Церковь Николая Чудотворца Надеинская
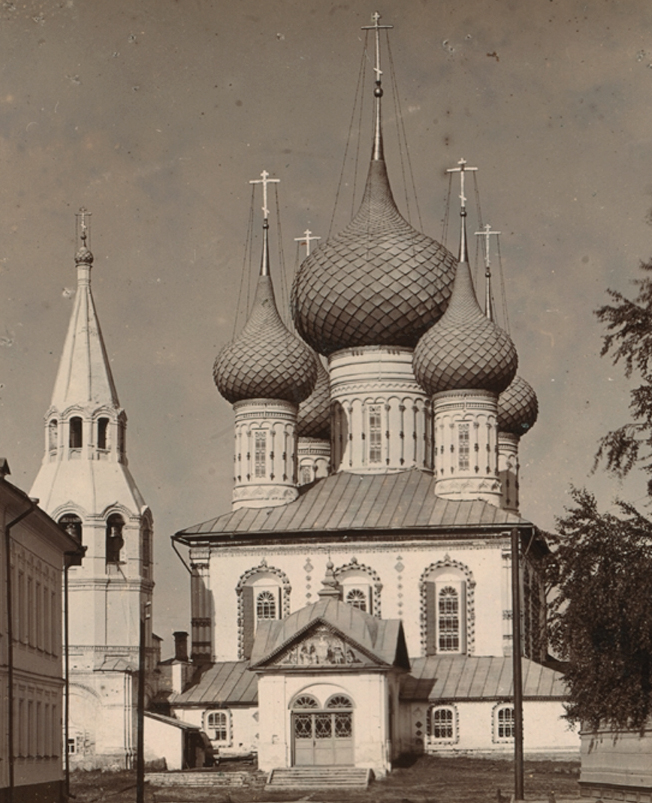
Церковь Петра и Павла на Волге (утрачена)
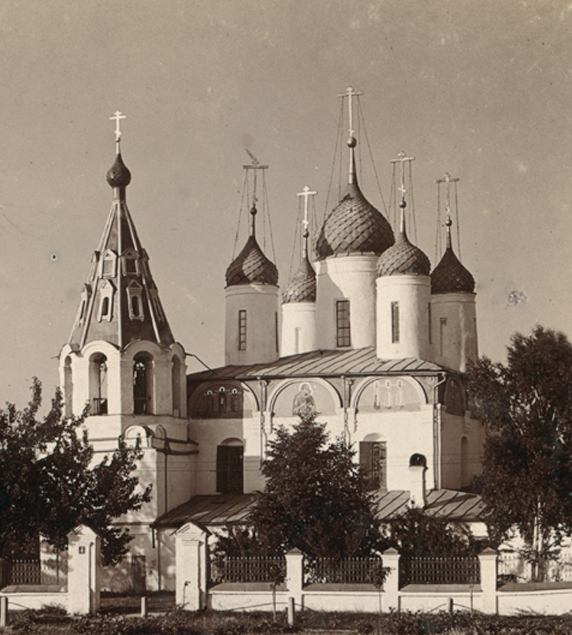
Церковь Иоанна Златоуста в Рубленом городе (утрачена)
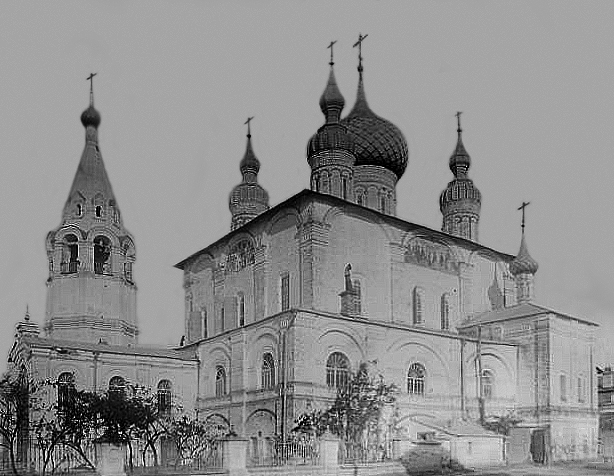
Церковь Варвары Великомученицы (утрачена)
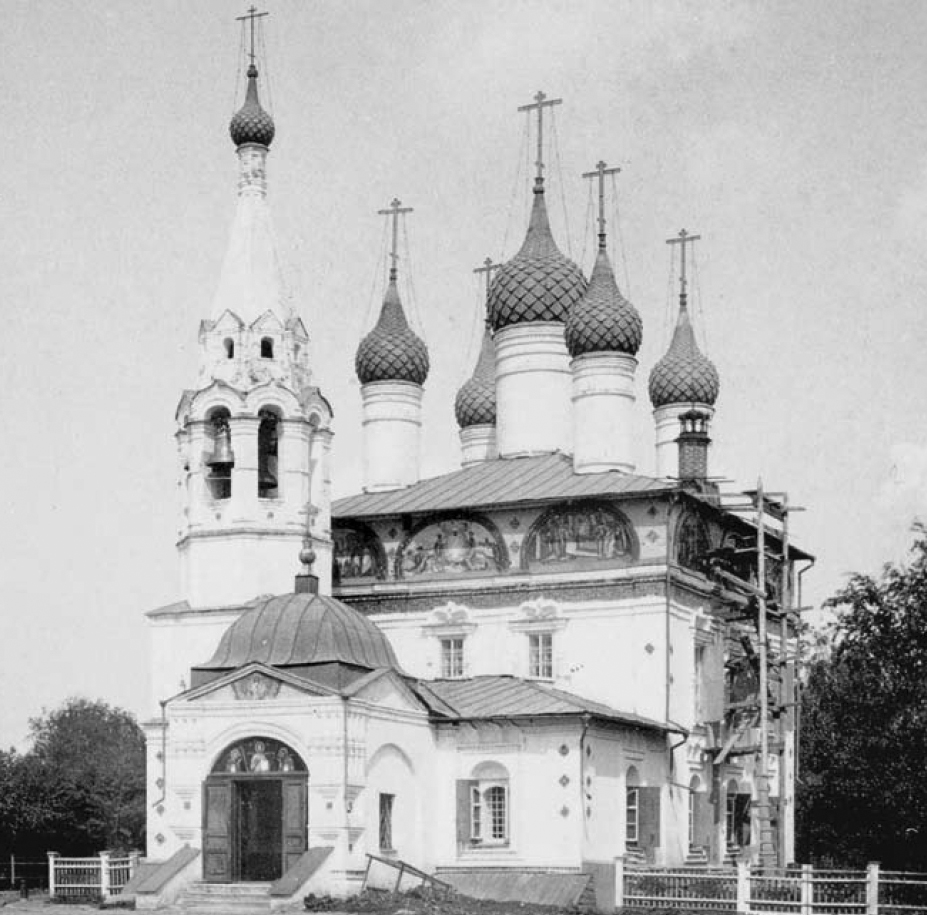
Церковь Всех Святых (утрачена)
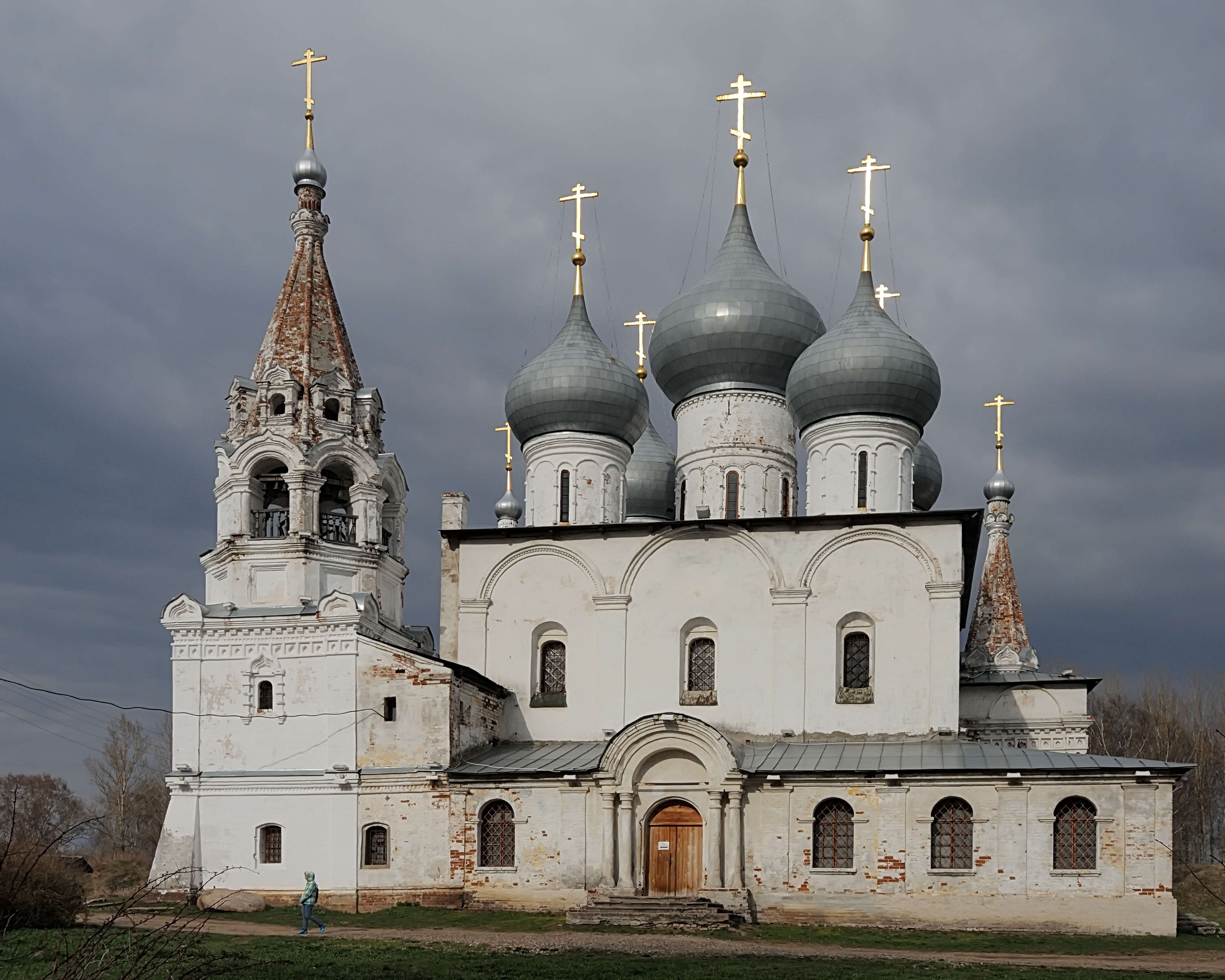
Крестовоздвиженский собор города Романова

## Ярославская школа иконописи
Черты Ярославской школы русской иконописи — особая повествовательность и эмоциональность, тёмный колорит — начали закладываться во 2-й половине XVI века. Её расцвет приходится на 1640—1710-е годы. Вместе с костромскими мастерами ярославские художники учились и работали в других городах (в 1642—1644 Успенский собор в Московском Кремле расписывали Стефан Духовской, Севастьян Дмитриев, И. Владимиров и другие). Большие объёмы интерьеров ярославских храмов способствовали увеличению количества сюжетов в росписях, в том числе взятых из голландских изданий Библии.
С 1660—1670-х годов под влиянием холмогоро-устюжских мастеров палитра становится светлой, с обилием холодных тонов, иконы изобилуют редкими сюжетами, часто написанными в миниатюрной манере, например сцены «Сказания о Мамаевом побоище» (после 1684) внизу иконы «Сергий Радонежский с житием» (XVII век, Ярославский музей-заповедник).
Среди мастеров последней трети XVII — начала XVIII веков наиболее известны Дмитрий Плеханов, Семён Иванов, Фёдор Игнатьев, Фёдор Фёдоров, среди династий иконописцев — Ивановы, Игнатьевы, Никитины, Поповы, Семёновы, Сидоровы, Фёдоровы.
Высоким уровнем мастерства отличались деревянная резьба (иконостасы и другое) и прикладное искусство.
С конца XVIII века живопись Ярославля под столичным влиянием утрачивает свои уникальные черты.

Росписи
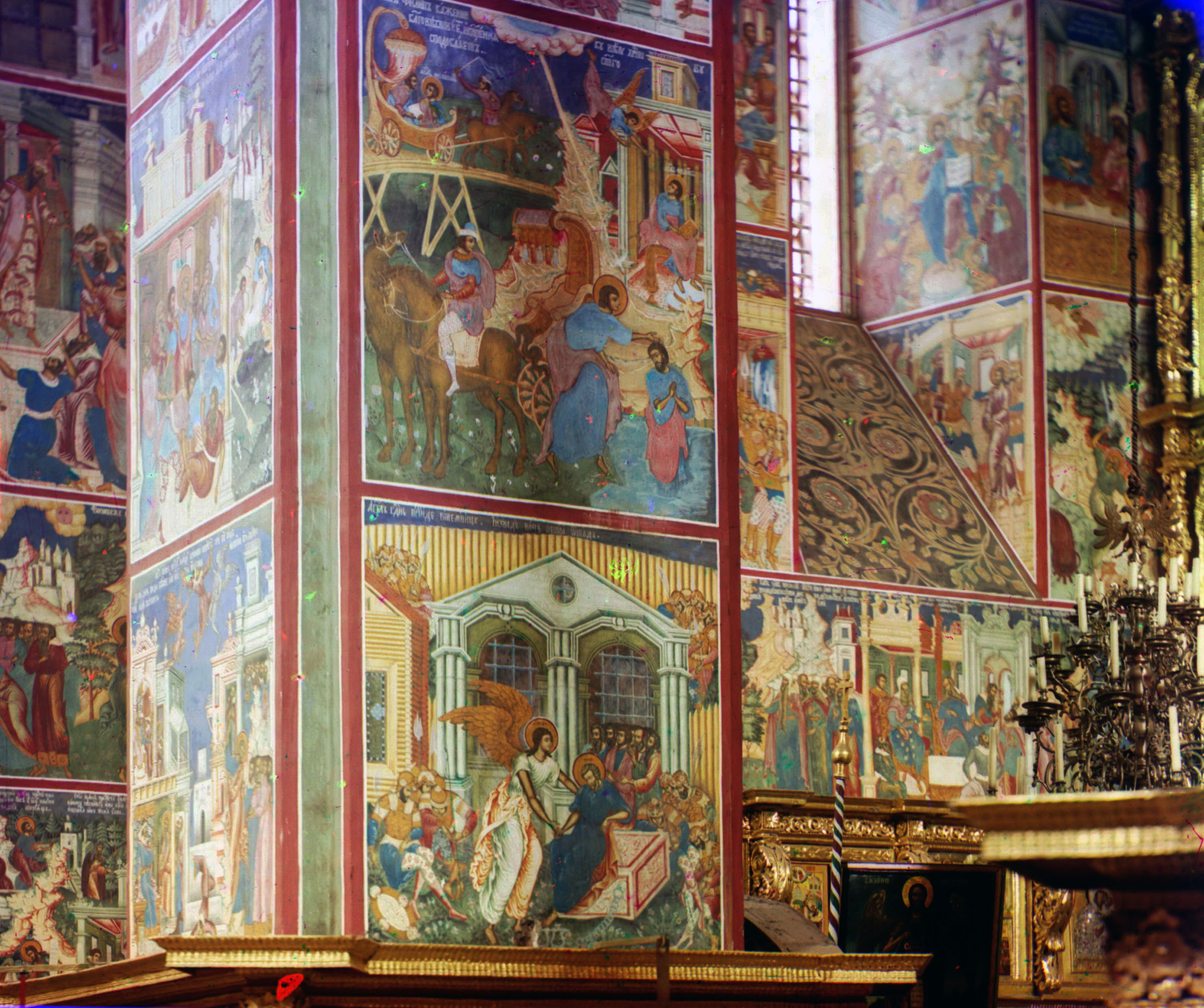
Предтеченская церковь
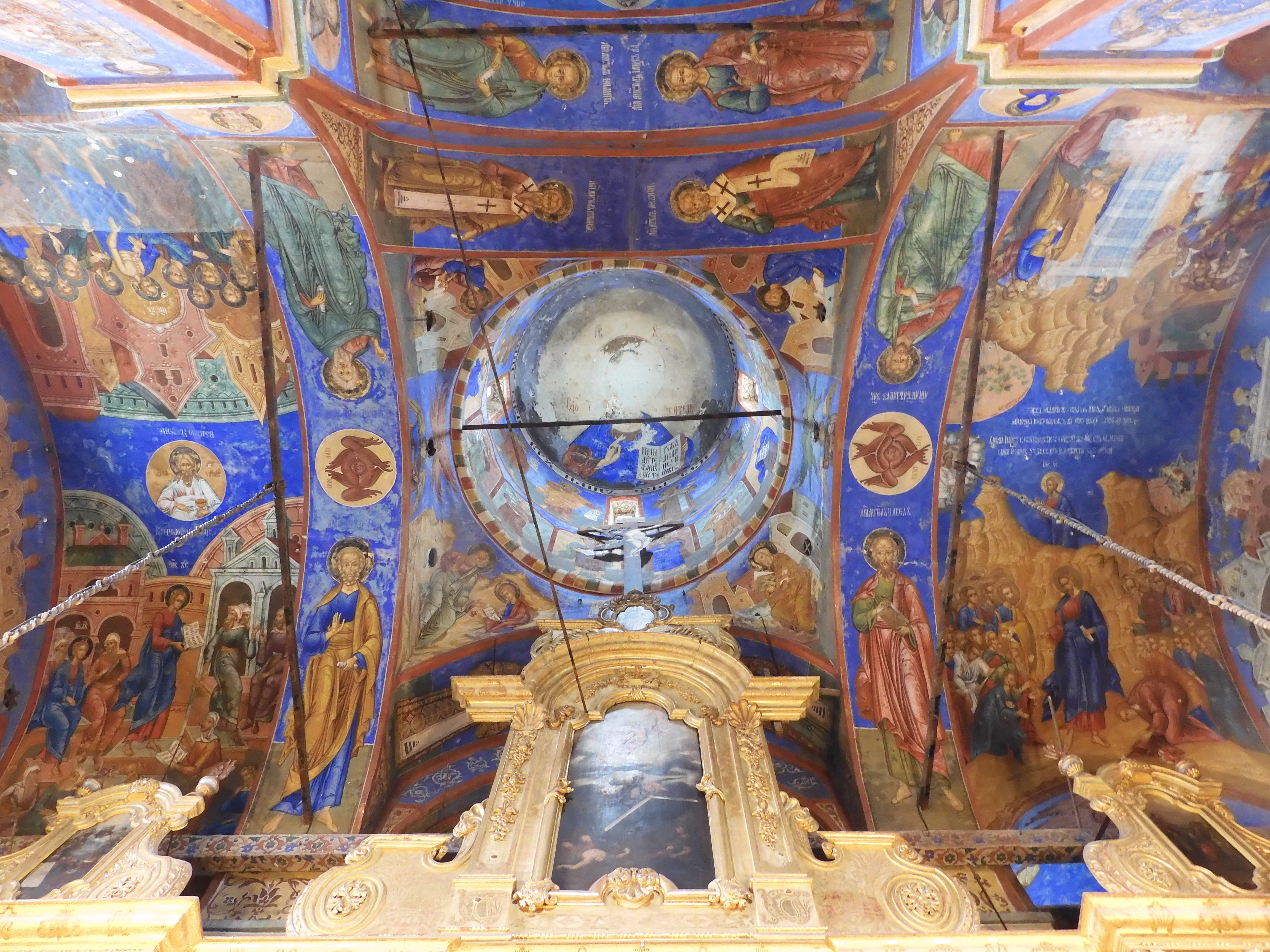
Николо-Надеинская церковь
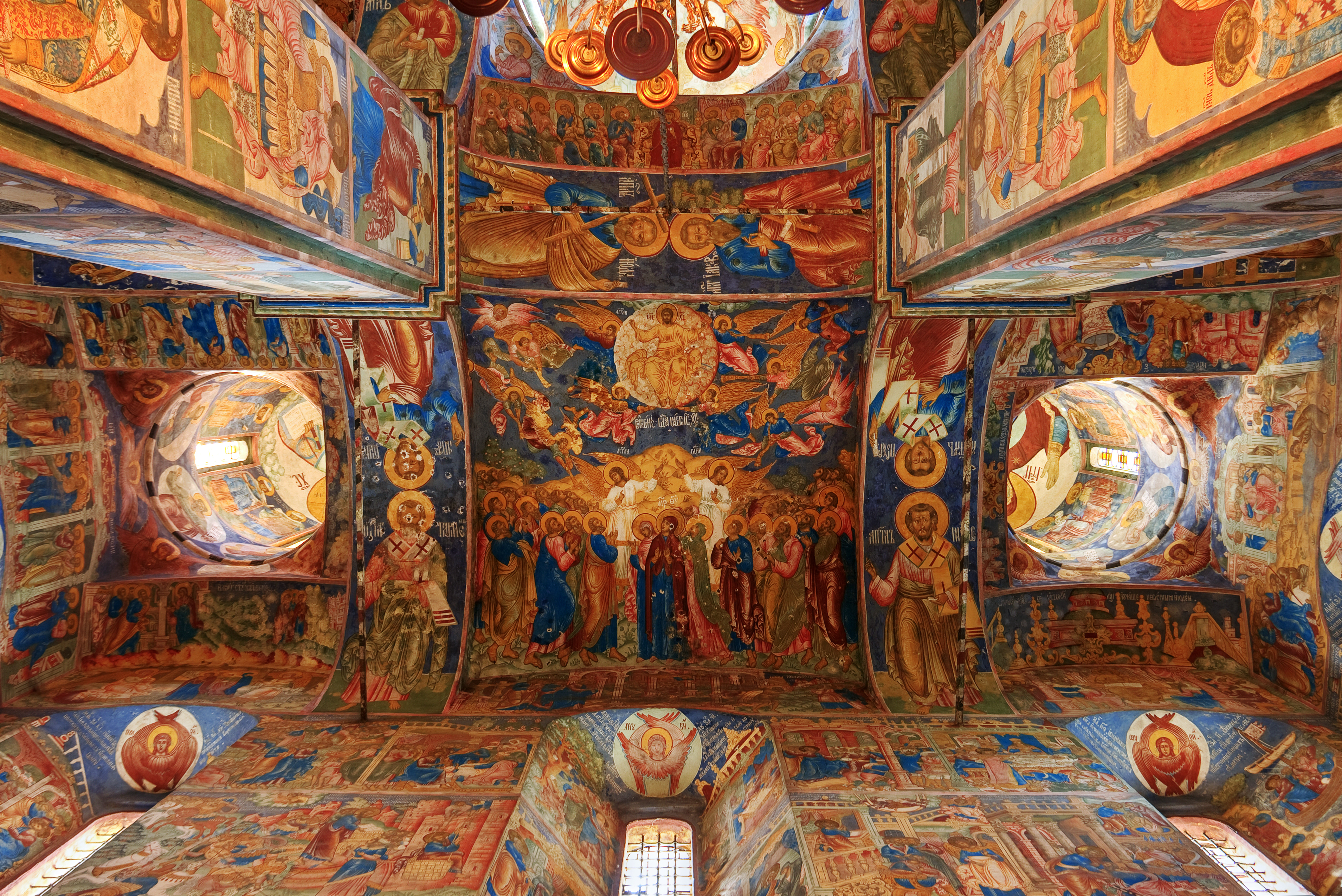
Ильинская церковь
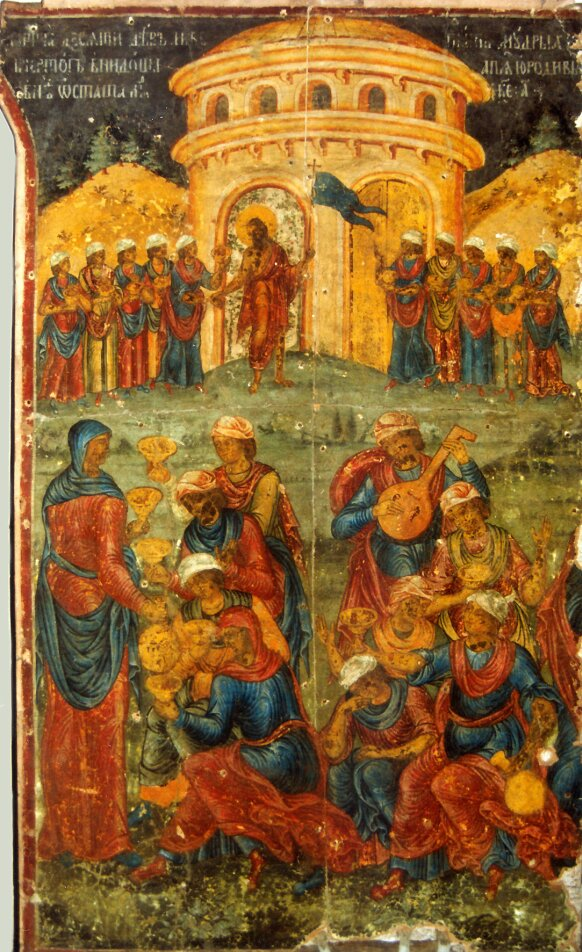
Варваринская церковь (утрачена)
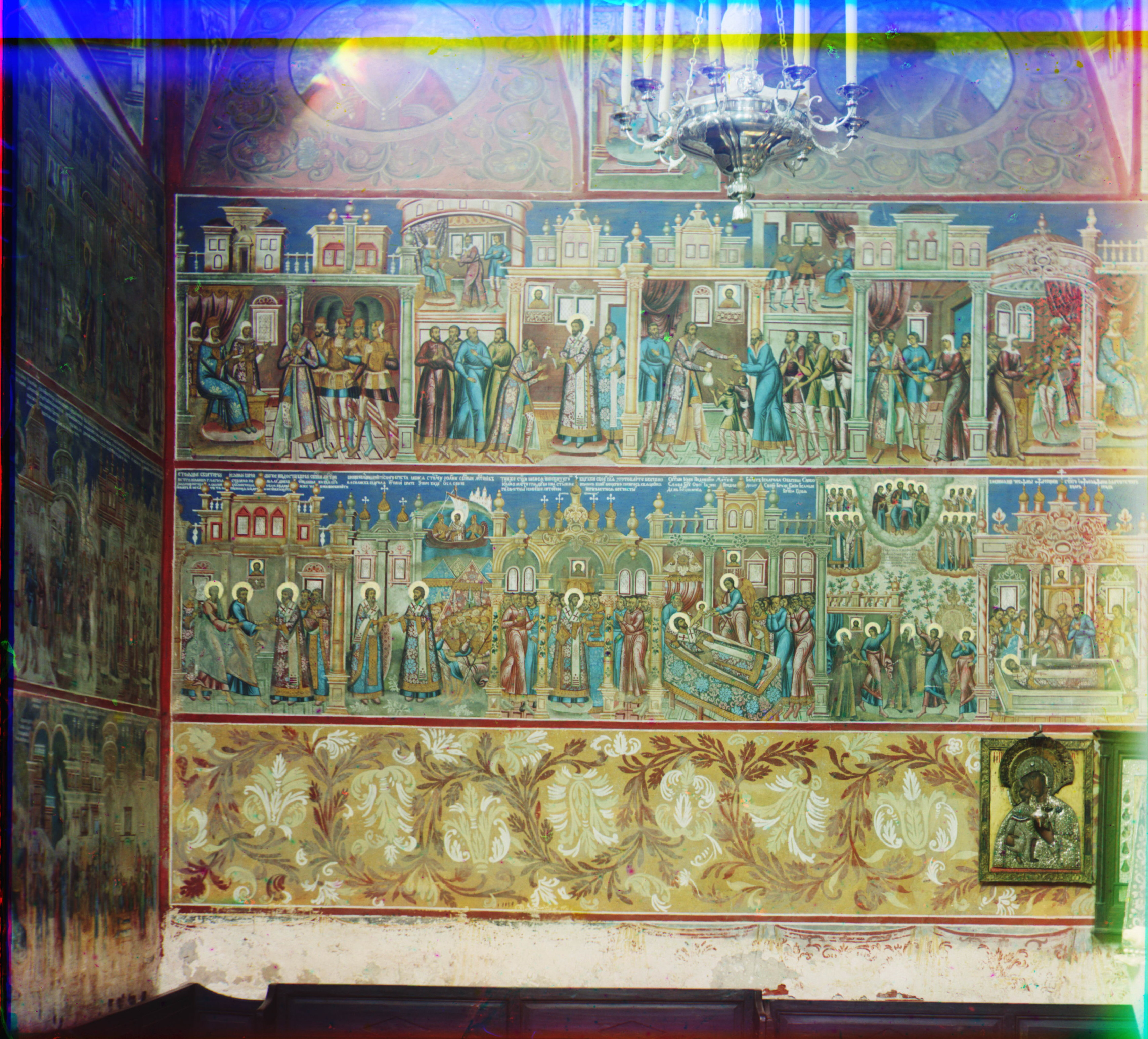
Златоустовская церковь